# Yoshida Shōin

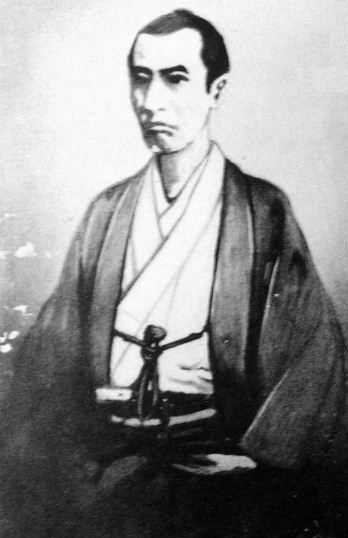
Yoshida Shōin

Yoshida Shōin (japanisch 吉田 松陰; wirklicher Name: 吉田 矩方 Yoshida Norikata, Rufname: 吉田 寅次郎 Yoshida Torajirō; * 20. September 1830 in Matsumoto (heute Hagi), Japan; † 21. November 1859 in Edo) war ein japanischer Intellektueller, Lehrer und Revolutionär. Er war einer der Anführer und Mitbegründer der Sonnō-jōi-Bewegung und damit ein Vorläufer der Meiji-Restauration. Er wurde 1859 hingerichtet, weil er die Verantwortung für den Mordanschlag auf den führenden Politiker des Shogunats, Tairō Ii Naosuke, übernahm.

## Jugend und Ausbildung
Yoshida Shōin wurde als zweiter Sohn des niederrangigen Samurai Sugi Yurinosuke in dem Dorf Matsumoto geboren, das sich in der Nähe von Hagi befand, der Hauptstadt des Han Chōshū. Er hatte eine zerbrechlich wirkende Konstitution, jedoch aufgrund seiner großen Intelligenz einen unglaublich starken Willen und eine ebensolche Selbstbeherrschung. Im Alter von fünf Jahren begann er sich mit dem Studium militärischer Taktik und dem Lesen der chinesischen Klassiker zu beschäftigen. Im Alter von acht las er die Werke des chinesischen Philosophen Mengzi und begann die Schule in Chōshū zu besuchen. Im folgenden Jahr gab er erste Unterrichtsstunden an dieser Schule. 1840 gewann er im Alter von 10 Jahren einen Preis des Daimyō für das hervorragende Rezitieren militärischer Klassiker und konnte auf die Meirinkan, die Han-Schule für die Nachkommen der Daimyo von Chōshū und der ihnen untergebenen Samurai gehen. Dies war trotz des niederen Ranges seines Vaters möglich, weil im Zuge der besonders umfangreich im Daimyat Chōshū stattfindenden Reformen, die nach der Ära Tempō bezeichnet sind, diese Schulen auch für weitere Kreise der Gesellschaftsschicht der Samurai geöffnet wurden, um deren Moral zu stärken. Hauptverantwortlich für die Durchführung dieser Reformen war der Samurai Murata Seifū.
Im Alter von fünfzehn Jahren wurde Yoshida Shōin aufgeschreckt von den Dingen, die außerhalb von Japan vor sich gingen. Seit dem Beginn des 19. Jahrhunderts hatte es verstärkt Versuche von Seiten europäischer Länder gegeben, einen Kontakt mit Japan herzustellen. Zum Beispiel war bereits 1846 der amerikanische Commodore James Biddle in der Bucht von Edo gelandet und hatte um die Öffnung des Landes für den Handel ersucht. Er wurde jedoch abgewiesen und zog unverrichteter Dinge wieder ab. Die Drohungen, welche die abgewiesenen Besatzungen zum Abschied ausstießen, bewirkten, dass sich die Japaner vor den Fremden zu fürchten begannen. Auch war den Japanern die Niederlage Chinas im Ersten Opiumkrieg von 1842 gut bekannt. Aus chinesischen Quellen konnten die Japaner einiges Wissen über die Europäer erhalten, die ihrerseits nur aus holländischen Quellen von Japan sehr unvollständig unterrichtet waren. Diese Einflüsse lösten eine Fremdenfeindlichkeit aus, die sogar gesetzlich von Seiten des Bakufu durch das Edikt zur Vertreibung fremder Schiffe gestützt war und die es bis zum Beginn des 19. Jahrhunderts nicht gegeben hatte.
1848 gab Yoshida Shōin anhand seines Wissens über die Europäer dem Daimyō Chōshūs den Rat, sich auf eine Invasion vorzubereiten. 1851 begleitete er den Daimyō auf einer Reise nach Edo, wo er von Sakuma Shōzan, dem in Japan anerkanntesten Experten für westliche Militärgeschichte, unterrichtet wurde.

## Erzwungene Öffnung Japans

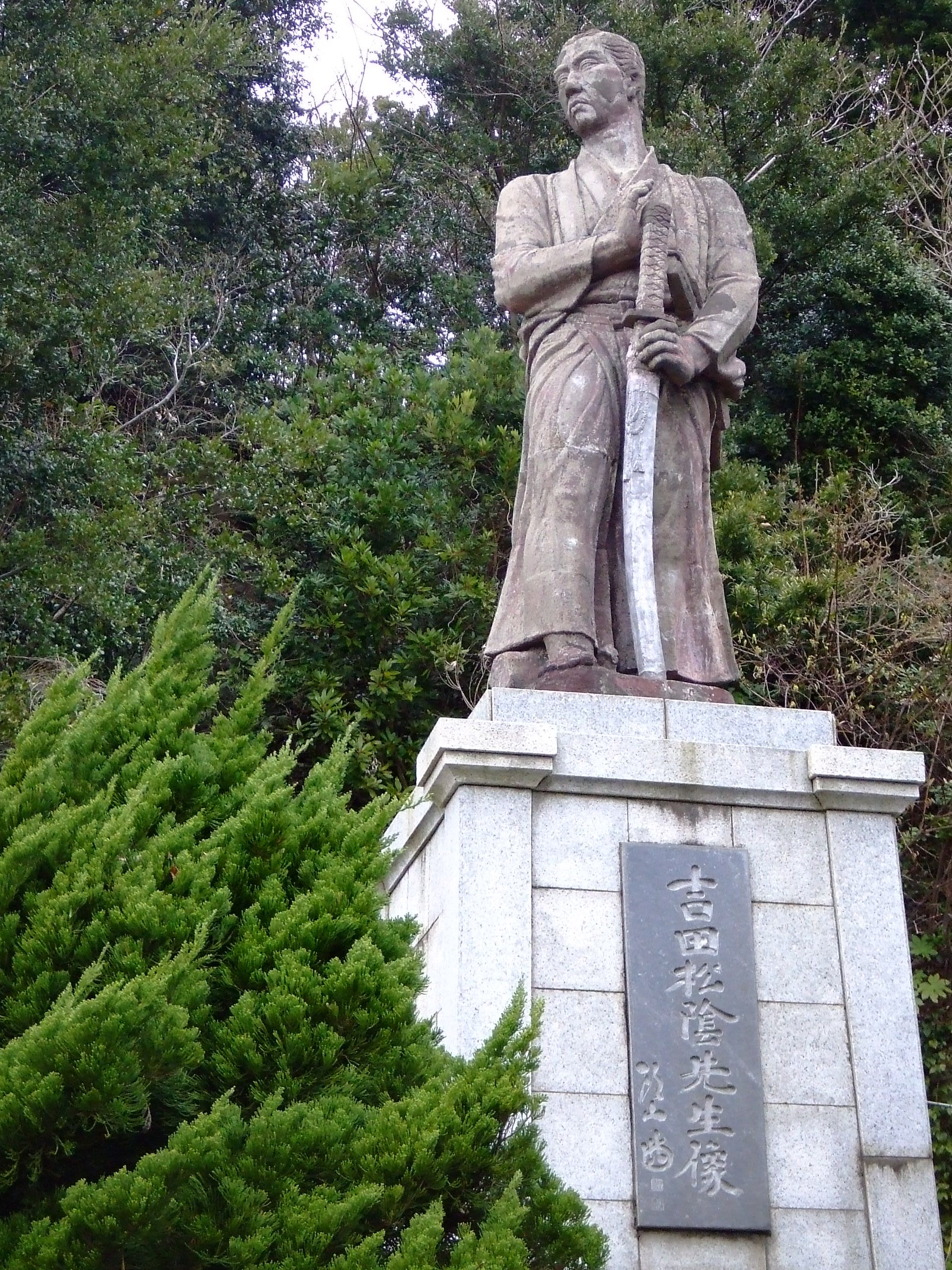
Statue von Yoshida Shōin in Shimoda, in Erinnerung an den gescheiterten Versuch einer Reise in die USA

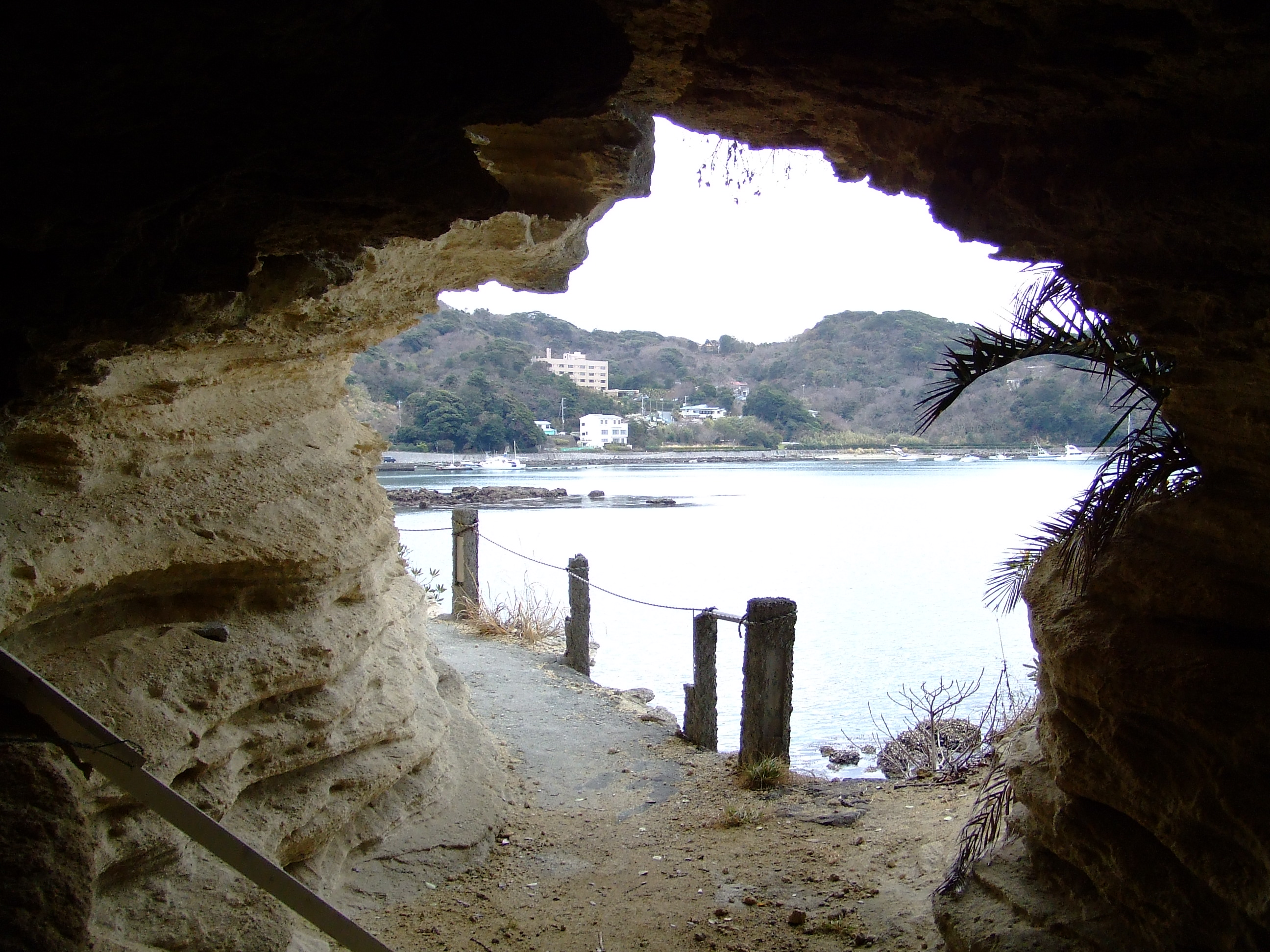
Höhle in der Nähe der Hafenstadt Shimoda, in der sich Yoshida Shōin vor seinem Versuch, an Bord der US-amerikanischen Schiffe zu gelangen, versteckt hielt

Yoshida befand sich in Edo, als Commodore Matthew Perry im Juni 1853 mit seiner Flotte vor der Hauptstadt Japans erschien und das Ende der Isolation Japans forderte. Perrys Schiffe waren aufgrund des Berichtes von James Biddle viel stärker bewaffnet. Deshalb konnte er dieses Mal erreichen, dass Japan Handelsbeziehungen mit den Vereinigten Staaten aufnahm. Er erlebte, wie das Shogunat im März 1854 den Vertrag von Kanagawa mit Perry abschloss, der von der japanischen Öffentlichkeit und dem Bakufu selbst als erniedrigend empfunden wurde, da er im krassen Gegensatz zur vorher betriebenen Politik des 1825 verabschiedeten Ediktes zur Vertreibung fremder Schiffe stand. Besonders ärgerlich für die Japaner war, dass das Bakufu unter Abe Masahiro nicht den geringsten Widerstand gegen die Forderungen des Kommodore leistete, was die Kernaussage des Gesetzes von 1825 war. Dadurch verlor das Bakufu seine Glaubwürdigkeit in den Augen von Japanern wie Yoshida Shōin, die das Edikt zur Vertreibung fremder Schiffe sehr ernst nahmen. Yoshida und sein Lehrer Sakuma Shozan planten deshalb auf eigene Faust drastische Gegenmaßnahmen gegen die von ihnen empfundene Entehrung Japans. Zunächst plante er, den Feind kennenzulernen und mit Perry in die USA zu reisen. Er schrieb einen Brief an Perry, in welchem er darum bat, auf einem seiner Schiffe mitgenommen zu werden. Der Brief wurde jedoch von Perry an die Beamten des Shogunats weitergeleitet. Yoshida wurde daraufhin sofort eingesperrt und kehrte als Gefangener nach Hagi zurück.

## Shōkasonjuku

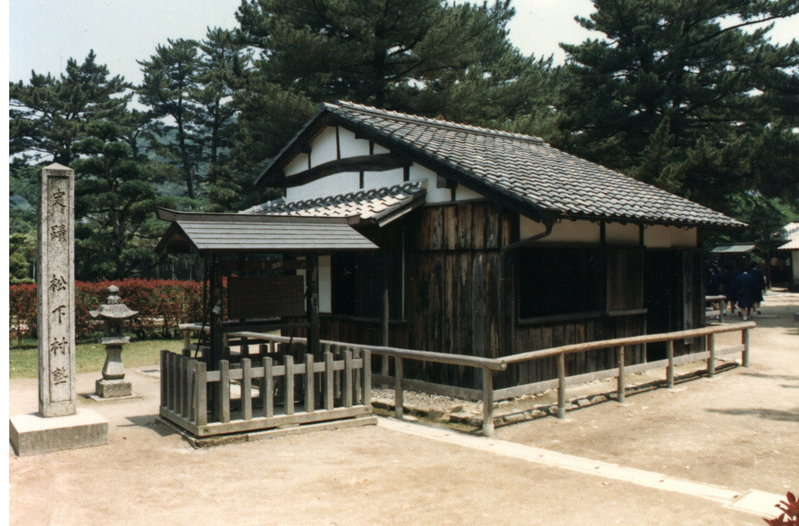
Das Gebäude der Shōkasonjuku in der Nähe von Hagi

Nachdem er über ein Jahr lang im Noyamagoku-Gefängnis in Hagi gefangen gehalten worden war, wurde Yoshida Shōin unter Hausarrest gestellt. Die sich daraus ergebende Zeit nutzte er, um seine Privatschule Shōkasonjuku zu gründen. Diese Schule besuchten ungefähr 80 junge Adlige aus dem niederen Samurai-Stand. Yoshida Shōin unterrichtete seine Schüler über die Philosophie der chinesischen Klassiker. Außerdem vertrat er bei jeder sich bietenden Gelegenheit die Meinung, dass der Tennō das eigentliche Staatsoberhaupt Japans sei. Er war aber auch der Ansicht, dass das Land sich öffnen sollte, um die Technologien der Fremden zu übernehmen und einen starken Militärapparat aufzubauen. Er befürwortete die Idee der Vereinigung der politischen Macht des Kaiserhofs in Kyōto und des Shogunats in Edo, um die Bedrohung einer Fremdbestimmung Japans abzuwenden. War dieses Ziel erreicht, musste Japan territorial zu einem ostasiatischen Großreich expandieren: Die Kurilen, Sachalin, Kamtschatka, Formosa (heute Taiwan), Korea, die Mandschurei und große Teile Ostsibiriens sollten nach den Vorstellungen Yoshida Shōins annektiert werden. Mit diesen von ihm verbreiteten visionären Ideen bestimmte er Japans zukünftigen Weg in der Geschichte mit. Zu seinen Schülern gehörten viele junge Samurai, die später zum Kern der das Land bestimmenden Meiji-Oligarchie gehören sollten. Darunter waren auch die beiden zukünftigen Premierminister Itō Hirobumi und Aritomo Yamagata.

## Sonnō-jōi-Bewegung
Nach dem japanischen Recht der Edo-Zeit musste der Shōgun vom Tennō eine Erlaubnis erhalten, wenn er einen Vertrag mit einer fremden Macht abschloss. Im Juni 1858 schloss Ii Naosuke, der Regent (Tairō) des Shogunats, einen Handelsvertrag mit den Vereinigten Staaten ab, den Harris-Vertrag, obwohl der regierende Tennō Kōmei diese Erlaubnis verweigerte. Yoshida Shōin war wie viele andere Befürworter einer Restauration der kaiserlichen Macht erzürnt über das Vorgehen Ii Naosukes, das von ihnen als Missachtung der kaiserlichen Autorität empfunden wurde. Er wurde zu einem radikalen Anführer der Sonnō-jōi-Bewegung, die sich zum Ziel gesetzt hatte, das Shogunat zu beseitigen, die Macht des Tennō zu restaurieren und die „fremden Barbaren“ aus dem Land zu jagen. Er nahm deshalb an einer Verschwörung teil, um den Regenten zu ermorden. Doch zunächst sollte Hotta Masayoshi getötet werden, der Kanzler (Rōjū), den Ii Naosuke erfolglos nach Kyoto geschickt hatte, um vom Tennō die erforderliche Erlaubnis einzuholen. Im November des Jahres 1858 wurden die Vorbereitungen für die Ausführung des Planes getroffen. Zu einer Realisierung kam es allerdings nicht mehr, da Daimyō Mōri Takachika von Chōshū (zu Recht) befürchtete, dass die Tat eine Strafexpedition des Bakufu nach sich ziehen würde. Yoshida Shōin wurde im Dezember 1858 erneut in Hagi eingesperrt. Er gehört somit zu den Opfern der Ansei-Verfolgungen, die von Ii Naosuke zur Bekämpfung der Opposition gegen das Bakufu initialisiert wurden. Im Mai 1859 musste Yoshida Shōin auf Anweisung des Bakufu nach Edo ausgeliefert werden und wurde seit Juni von Beamten des Shogunats verhört. Er leugnete seine Ansichten über die zukünftige Regierungsform Japans nicht und nahm es auf sich, die Schuld für die Attentatspläne auf Ii Naosuke ganz allein zu übernehmen. Die Konsequenz daraus war, das er am 17. Oktober 1859 zum Tode verurteilt wurde. Die Hinrichtung erfolgte 21. November 1859 und wurde auf traditionelle Weise mit dem Schwert durchgeführt.

## Nachwirkung
Yoshida Shōin selbst war es nicht mehr vergönnt, die Früchte seiner Arbeit und den Wandel Japans zu einem modernen Staat zu erleben, seine Schüler wurden jedoch zu wichtigen Figuren der Meiji-Restauration. In seiner Heimatstadt Hagi ist ihm der Shōin-Schrein geweiht (erbaut 1907, darin befindet sich auch die Shokasonjuku). Ein anderer Shōin-Schrein wurde ihm 1882 in Wakabayashi in Setagaya-ku errichtet. Dort befindet sich auch seine Grabstätte.